# Rasa de Boixedera
La Rasa de Boixedera és un torrent afluent per l'esquerra de la Riera de l'Hospital, al Berguedà que neix al vessant de ponent dels Tossals i que després de saltar els Cingles de Capolat, passa pel costat (banda de ponent) de la masia de Boixedera del Cint que li dona nom.

## Municipis per on passa
Des del seu naixement, la Rasa de Boixedera passa successivament pels següents termes municipals.
|                                            | Longitud (en m.) | % del recorregut |
| ------------------------------------------ | ---------------- | ---------------- |
| Per l'interior del municipi de Capolat     | 2.508            | 52,42%           |
| Per l'interior del municipi de l'Espunyola | 2.276            | 47,58%           |

## Xarxa hidrogràfica
La xarxa hidrogràfica de la Rasa de Boixedera està integrada per 26 cursos fluvials que sumen una longitud total de 18.092 m.

### Distribució per termes municipals
| Municipi    | Longitud que hi transcorre |
| ----------- | -------------------------- |
| Capolat     | 10.629 m.                  |
| l'Espunyola | 7.463 m.                   |